# مارغريت هامبورغ
مارغريت هامبورغ (بالإنجليزية: Margaret Hamburg) (و. 1955 – م) هي طبيبة، وإدارة مستشفيات من الولايات المتحدة الأمريكية ولدت في شيكاغو.
تولت منصب نائب رئيس الجمهورية .وهي عضوة في الحزب الديمقراطي الأمريكي .

## التعليم
تعلمت في مدرسة طب هارفرد.